# 日夏英太郎
日夏 英太郎（ひなつ えいたろう、1908年9月21日 - 1952年9月9日）は、朝鮮出身の日本の映画監督、脚本家。日本・朝鮮・インドネシアで活動した。本名は許泳（ホ ヨン）。

## 人物
太平洋戦争前夜の1941年に製作した朝鮮民族の志願兵を描いた国策映画『君と僕』を監督したことで知られる。
また1951年にインドネシアで製作・監督した『天と地の間に』は、オランダ人の父とインドネシア人の母の間に生まれたフリエダが、オランダからのインドネシア独立をめぐり、新生インドネシア人として生きる心の葛藤を、恋愛とスパイ、銃撃戦などを交えて描いた良質な娯楽作品である。
マキノ映画、松竹映画下加茂時代に『映画評論』に寄稿した中で「日本映画論」(1931)、「千惠蔵映画のある見方」(1933)、「伊藤大輔論」(1934)、「時代映画と音楽」(1936)などは、優れた評論として評価が高い。
また、1931年から1933年まで、松竹映画雑誌『下加茂』の編集に携わり、日夏英太郎とペンネーム「湯浅みか」の名で、スターのトピックや、撮影風景などを楽しく描いた。

## 来歴
満州生まれとされ、1922年頃に日本にやってきたとみられる。
1929年からマキノ映画に助監督、脚本家として籍をおき、脚本の『処女爪占師』(吉川英治原作)、『紅蝙蝠』(長谷川伸原作)が映画化された。
また、旧作ダイジェスト『マキノ大行進』の編集を山本九一郎と手がけた。
1931年6月頃に二川文太郎監督と共にマキノ映画から、松竹映画下加茂に移籍して脚本家・助監督として映画制作にたずさわる。
1937年には助監督を務めた「大阪夏の陣」（衣笠貞之助監督）のロケ撮影中に、爆破ミスから国宝の姫路城の石垣を破損させ死傷者を出した事故の当事者となってしまい、翌1938年には責任者として執行猶予付の有罪判決を受ける。
1941年に「内鮮一体化」 をテーマに朝鮮人志願兵を主人公とした国策映画『君と僕』で監督デビューする。
1942年には陸軍の報道班員として従軍し、ジャワ（現在のインドネシア）で『濠州への呼声』(Calling Australia)を監督する。
終戦後も帰国することなく現地にとどまり、朝鮮名を復活させ「フユン」(ホ・ヨンの現地風の発音)で通し、インドネシア共和国で映画の監督・演劇指導を行った。1952年に43歳でインドネシアにて死去。

## 監督作品
- 君と僕（1941年、製作:朝鮮軍報道部） - 2009年にネガフィルムの一部が見つかり戦後初めて上映された[2][3]
- 豪州への呼び声（1942年、製作:第16軍特別諜報部別班） - 日本軍の捕虜虐待を否定するためにドキュメンタリーを偽って撮られたプロパガンダ映画。
- 天と地の間に（1951年）- 1997年にネガが発見され、同年の山形国際ドキュメンタリー映画祭・釜山国際映画祭、『アジアフィルムフェスティバル'97(東京)』で上映。
- 『君と僕』＋『天と地の間に』が2009年10月の第22回東京国際映画祭で上映された。[4]
- レストランの花（1951年）
- 時の想い出（1952年）

## 日夏英太郎を扱った書籍
- シネアスト許泳の「昭和」（内海愛子・村井吉敬著、凱風社 1987年） ISBN 978-4773611052
- 越境の映画監督　日夏英太郎　（日夏もえ子著、文芸社2011年）　ISBN 978-4-286-10635-9